# (8206) Masayuki
(8206) Masayuki – planetoida z pasa głównego asteroid okrążająca Słońce w ciągu 3 lat i 81 dni w średniej odległości 2,18 au. Została odkryta 27 listopada 1994 roku. Przed nadaniem nazwy planetoida nosiła oznaczenie tymczasowe (8206) 1994 WK1.